# RCA Studio II
RCA Studio II — ігрова консоль, розроблена компанією RCA та представлена у січні 1977 року. Графіка консолі була чорно-білою та нагадувала графіку більш ранніх систем типу Pong. Консоль не була оснащена джойстиком або іншим подібним ігровим контролером. Замість цього у корпус консолі було вбудовано дві 10-кнопкові клавіатури. 
Серед особливостей консолі слід виділити наявність п'яти вбудованих ігор та живлення консолі через шнур для підключення до антенного гнізда телевізора (живлення і телевізійний сигнал розділялися в окремому пристрої на кінці шнура). Такий спосіб підключення застосовувався рідко і згодом не зустрічався до виходу ігрової консолі Atari 5200.
Консоль не мала комерційного успіху. На момент виходу вона вже була застарілою у порівнянні з випущеною раніше Fairchild Channel F. Через десять місяців після представлення RCA Studio II на ринок вийшла ще досконаліша консоль Atari 2600. Випуск RCA Studio II був припинений у 1979 році.
Пристрій і технічні характеристики консолі аналогічні мікрокомп'ютеру COSMAC VIP, випущеному тим же виробником у тому ж році.

## Технічні характеристики
- Центральний процесор: RCA 1802 на частоті 1.78 МГц
- Оперативна пам'ять: 512 байт (зазвичай 256 для програми та 256 для графіки)
- ROM: 2 КБ (містить п'ять вбудованих ігор)
- Відео: на основі відеоконтролеру RCA CDP1861, монохромна графіка з роздільної здатністю 64x32 пікселів (теоретично до 64x128)
- Звук: вбудований гучномовець, може відтворювати звук фіксованої висоти із змінною тривалістю

## Список ігор

### Вбудовані
- Addition
- Bowling
- Doodle
- Freeway
- Patterns[2]

### На картриджах
- Baseball
- Bingo (дуже рідкісна, можливо прототип)
- Biorhythm
- Blackjack
- Fun with Numbers
- Gunfighter / Moonship Battle
- Spacewar
- Speedway / Tag
- Tennis / Squash
- TV Schoolhouse I
- TV Schoolhouse II[3]